# Warren Joyner
Warren Joyner ist ein amerikanischer Doo-Wop-Sänger und Songwriter.
Warren Joyners erste Komposition The Way to My Heart nahm der Sänger Billy Storm 1958 für Barbary Coast Records auf. Storm kannte seit seiner Einspielung von Good Golly, Miss Molly mit seiner Gruppe The Valiants den Songschreiber John Marascalco, mit dem Joyner 1959 anfing, Doo-Wop-Songs für The Marathons zu schreiben. Don’t Know Why und The Stranger erschienen auf Marascalcos Label Sabrina Records unter der Nummer 334, Midnight Star folgte unter dem Pseudonym „The Misfits“ auf Aries 7-10-4. Außerdem gründete Joyner mit einigen weiteren 1958er-Absolventen der Dorsey High School in Los Angeles die Doo-Wop-Gruppe The Brentwoods. Es sangen neben Warren Alonzo Willis und Larzet Collins sowie die Schwestern JoAnn und Roberta Wilson. Die Gruppe benannte sich nach einer Straße, in der geprobt wurde. Alonzo Willis erinnerte sich, dass Joyner die Songs entwickelte und allen anderen die zu singenden Stimmen notierte. Wenn diese miteinander harmonierten, setzte er mit der Hauptstimme ein. So entstanden die Joyner-Kompositionen Water Sprinkler, As I Live from Day to Day und eine weitere Interpretation von Midnight Star. Die letzten beiden Songs nahmen die Brentwoods 1960 unter der Leitung des Produzenten H. B. Barnum für ihre einzige Singleveröffentlichung auf Dore Records unter der Nummer 559 auf.
Derweil hatte ihm Billy Storm einige Jobs bei der Walt Disney Company vermittelt. Nach der Auflösung der Valiants und deren Folgeband The Untouchables gründete Storm mit Joyner, dem Valiants-Kollegen Chester Pipkin, dessen Cousin Gary Pipkin sowie Billy Mann The Electras. The Electras nahmen 1961 unter Marascalcos Leitung und mit Joyner als Lead-Tenor für Infinity Records auf, darunter die Joyner-Komposition You Lied und eine Variante von Johnny Burnettes Bertha Lou unter dem Titel Snacky Poo. 1962 folgte mit Can’t You See It in My Eyes eine weitere Komposition, für die Joyner Autorencredits erhielt und die auf Marascalcos Lola Records erschien. Weitere kompositorische Zusammenarbeiten mit Marascalco ergaben sich bereits 1960 mit Just a Friend für Johnnie Tino auf Crosby Records, 1962 mit Nothing But a Playboy für Lee Diamond auf Lola und 1963 mit Opportunity für Walter Jackson auf Columbia Records. Mit diesem Song erreicht der Neuseeländer Mr. Lee Grant einen Nummer-1-Erfolg in seinem Heimatmarkt.

## Diskografie als Songwriter
| Titel                                  | Co-Autoren                          | Interpret      | Veröffentlichung         | Scan | Jahr |
| -------------------------------------- | ----------------------------------- | -------------- | ------------------------ | ---- | ---- |
| The Way to My Heart                    | Jack Spicer Billy Jones Teddy Drake | Billy Storm    | Barbary Coast 1001-A     |      | 1958 |
| The Stranger                           | John Marascalco Le Roy Smith        | The Marathons  | J.C. 101-A               |      | 1959 |
| The Stranger                           | John Marascalco Le Roy Smith        | The Marathons  | Sabrina 334-A            |      | 1960 |
| Don’t Know Why                         | John Marascalco Le Roy Smith        | The Marathons  | J.C. 101-B               |      | 1959 |
| Don’t Know Why                         | John Marascalco Le Roy Smith        | The Marathons  | Sabrina 334-B            |      | 1960 |
| Just a Friend                          |                                     | The Nuggets    | RCA Victor 47-8031-A     |      | 1960 |
| Just a Friend                          | Johnnie Tino                        | Crosby 16-B    |                          | 1960 |      |
| Midnight Star                          | H. B. Barnum                        | The Brentwoods | Dore 559 B               |      | 1960 |
| Midnight Star                          | H. B. Barnum                        | The Misfits    | Aries 7-10-4             |      | 1961 |
| As I Live from Day to Day              | Jay Martin                          | The Brentwoods | Dore 559 A               |      | 1960 |
| You Lied                               | Linda Carr, John Marascalco         | The Electras   | Infinity INX-012-B       |      | 1961 |
| You Lied                               | Linda Carr, John Marascalco         | = The Freedoms | Constellation 105-A      |      | 1963 |
| Can’t You See It in My Eyes            | John Marascalco                     | The Electras   | Lola 100-B               |      | 1962 |
| Can’t You See It in My Eyes            | John Marascalco                     | Jimmy Elledge  | RCA Victor 47-8012-A     |      | 1962 |
| Can’t You See It in My Eyes            | John Marascalco                     | Lonnie Lee     | Starlite ST820           |      | 2005 |
| Nothing But a Playboy                  | Robert Harshman, John Marascalco    | Lee Diamond    | Bourbon Street 100-B     |      | 1962 |
| Nothing But a Playboy                  | Robert Harshman, John Marascalco    | Lee Diamond    | Lola 100-B               |      | 1962 |
| Opportunity (True Love Comes But Once) | Robert Harshman, John Marascalco    | Walter Jackson | Columbia 42823-B         |      | 1963 |
| Opportunity (True Love Comes But Once) | Robert Harshman, John Marascalco    | Peter James    | Reprise 0460-A           |      | 1966 |
| Opportunity (True Love Comes But Once) | Robert Harshman, John Marascalco    | Jason Dene     | Parlophone 5485-B        |      | 1966 |
| Opportunity (True Love Comes But Once) | Robert Harshman, John Marascalco    | Mr. Lee Grant  | His Master’s Voice 291-A |      | 1967 |
| Opportunity (True Love Comes But Once) | Robert Harshman, John Marascalco    | Mr. Lee Grant  | Columbia 5061 B          |      | 1968 |